# 91024 Széchenyi
A 91024 Széchenyi (1998 DA33) kisbolygó a kisbolygóövben kering. 1998. február 28-án fedezte föl Sárneczky Krisztián és Kiss László a Piszkéstetői Csillagvizsgálóban. A kisbolygó a nevét Széchenyi István történelemformáló magyar főúrról, a Magyar Tudományos Akadémia egyik megalapítójáról kapta.

## Külső hivatkozások
- Szechenyi A 91024 Széchenyi kisbolygó a JPL Small-Body adatbázisában
- Új magyar elnevezésű kisbolygók, köztük a 91024 Széchenyi kisbolygó